# Art of Illusion (zespół muzyczny)
Art of Illusion – polski zespół muzyczny grający muzykę z pogranicza rocka i metalu progresywnego. Założony w Bydgoszczy w 2002 roku.

## Historia
Zespół powstał w 2002 roku po tym jak do Kamila Kluczyńskiego i Filipa Wiśniewskiego dołączył Paweł Łapuć. W początkowej fazie wokalnie zespół wspierany był przez Karola ‘KAY’ Tomasa, obecnie BOK. Zrealizowany wówczas został pierwszy materiał demo. Kolejnym etapem twórczości była instrumentalna suita trwająca prawie 19 minut, zatytułowana „Various Variations”. Utwór zarejestrowany został w Polskim Radiu PiK w Bydgoszczy. Wkrótce dołączył do zespołu Mateusz Wiśniewski – obecny basista. Razem z nowym basistą zespół rozpoczął pracę nad „Round Square of the Triangle”. Cały album wyprodukowany został na koszt zespołu, z największym udziałem Kamila Kluczyńskiego. Miksem zajął się Patryk Żukowski – gitarzysta zespołu Terminal. W końcu w 2014 roku do zespołu dołączył Marcin Walczak, dzięki czemu udało się stworzyć i nagrać ścieżki wokalne. W listopadzie 2014 zespół wydał swój debiutancki album „Round Square of the Triangle”, za pośrednictwem Lynx Music. Gościnnie do utworu The Triangle partię saksofonową nagrał Tomasz Glazik znany z zespołu Kult.
Płyta została bardzo dobrze przyjęta przez słuchaczy oraz otrzymała bardzo wysokie noty zarówno w Polsce, jak i za granicą m.in. w krajach: Szwajcaria, Holandia, Francja, USA,
Zespół wyruszył w trasę koncertową promującą album „Round Square of the Triangle”, grał u boku takich zespołów jak: SBB, Collage, Riverside, Pendragon, Arena, Oberschlesien, Anvison, Dante, Retrospective i wiele innych.
Występowali również na wielu festiwalach muzycznych:
- Metal Hammer Festival 2015 – Prog Edition[13] u boku m.in.: Dream Theater, Riverside, Evergrey, Collage, Tides From Nebula
- Slottsskogens Goes Progressive 2016[14] u boku m.in.: The Watch, D’accorD, Hooffoot, Inventors of the Universe, MagNiFZnt
- IX Festiwal Rocka Progresywnego im. Tomasza Beksińskiego w Gniewkowie[15] u boku m.in.: Thesis, Millenium, Osada Vida, Argos
- Art Prog Festival u boku: Riverside, Materia

Na początku roku 2017 zespół wydał singiel promowany teledyskiem “Devious Savior”. Zdjęcia zostały nakręcone nad Jeziorem Jezuickim i w Pałacu w Lubostroniu.
Na początku roku 2018 została wydana druga płyta pt. „Cold War of Solipsism”. Doczekała się ona wielu pozytywnych recenzji.
Zespół promował swoją drugą płytę na wspólnych koncertach z brytyjskim zespołem Arena.

## Skład
- Filip Wiśniewski – gitara
- Paweł Łapuć – fortepian, instrumenty klawiszowe
- Kamil Kluczyński – perkusja
- Mateusz Wiśniewski – gitara basowa
- Marcin Walczak – śpiew

## Dyskografia

### Albumy
- 2014: Round Square of the Triangle[21]
- 2018: Cold War of Solipsism[22][23]

### Single
- 2013: Thrown Into the Fog[24]
- 2017: Devious Savior[25]